# پیز ماکون
پیز ماکون (به لاتین: Piz Macun) یک کوه در سوئیس است که در کانتون گراوبوندن واقع شده‌است. پیز ماکون ۲٬۸۸۹ متر بالاتر از سطح دریا واقع شده‌است.